# 에이브러햄 링컨 대학교
에이브러햄 링컨 대학교는 로스 앤젤레스에 있는 법률교육에 대한 전문 교육기관이다. 이 학교는 캘리포니아의 비승인된 22개의 법률학교 중 하나이며 캘리포니아 검시관위원회에 등록되어 있다. 이 학교에 입학한 학생들은 1년을 학습한 뒤에는 1년차 법학시험을 캘리포니아 법학시험을 통해 봐야하며, 더 향상된 교육을 받기 위해서 이를 통과해야 한다. 모든 법률교육을 받고 나면 법학 박사학위를 취득할 수 있고, 캘리포니아 사법시험을 볼 수 있다.

## 역사
에이브러햄 링컨 대학교는 Hyung J. Park이라는 한국인에 의해 1996년에 설립되었다. 12명의 학생들로 시작했었으며, 자신의 회의실에서 첫 수업을 진행했었다. 현재는 강의실과 인터넷을 통해 강의를 진행하고 있다. 학교 이름을 에이브러햄 링컨에게서 따온 이유는 링컨은 스스로 법을 가르쳤기 때문이라 한다.